# Gustavs Ādolfs Celmiņš
Gustavs Ādolfs Celmiņš (ur. 1 kwietnia 1899 w Rydze, zm. 10 kwietnia 1968 w San Antonio w Teksasie) – łotewski polityk, przywódca parafaszystowskich organizacji „Ungunskrusts” i „Perkunskrusts”, ochotnik w wojnie fińsko-radzieckiej 1939-40, attaché wojskowy w Warszawie, działacz emigracyjny i sowietolog w USA.

## Życiorys
W 1917 roku ukończył szkołę handlową w Moskwie, następnie kształcił się w ryskim Instytucie Politechnicznym (przejściowo działającym w Rosji). W 1929 roku obronił pracę magisterską na Uniwersytecie Łotwy w Rydze w zakresie filologii i filozofii.
W grudniu 1918 roku zaciągnął się do armii łotewskiej, walczył na terenie Kurlandii, za co w sierpniu 1919 roku otrzymał stopień porucznika, a później Order Lāčplēsisa.
W styczniu 1920 roku mianowany zastępcą attaché wojskowego Łotwy w Warszawie, po powrocie do Rygi pracował jako urzędnik w ministerstwie finansów (1925–1927 i 1930–1932), dwa razy zwalniano go z powodów politycznych.
W 1932 roku stanął na czele faszystowskiego ruchu „Ungunskrusts” („krzyż ognia”), który w 1933 roku przekształcił się w „Perkunskrusts” („krzyż Perkuna”). Pod względem ideowym obie organizacje nawiązywały do faszyzmu włoskiego i hiszpańskiej falangi, nie kryły też fascynacji ruchem narodowo-socjalistycznym w Niemczech.
W lecie 1935 roku Celmiņš został skazany na trzy lata więzienia za działalność antypaństwową – po zwolnieniu tułał się po Europie (przebywał m.in. w Polsce, na Węgrzech i w Rumunii).
W grudniu 1939 roku zaciągnął się do międzynarodowego legionu „Sis”, który bronił Finlandii przed agresją radziecką – przez kilka miesięcy był adiutantem dowódcy „Sis-u”.
Po zakończeniu wojny przebywał w Rzeszy, po czerwcu 1941 roku wrócił na Łotwę, gdzie próbował kolaboracji z władzami niemieckimi celem odtworzenia niepodległości kraju. Gdy nadzieje na to się rozwiały, stanął na czele ruchu „Brīvā Latvija” (1943–1944), który domagał się restytucji wolnej Łotwy, niezależnej od Niemiec i ZSRR.
Na wiosnę 1944 roku został aresztowany przez Niemców i osadzony w obozie we Flossenbürgu, a później w Dachau.
Po II wojnie światowej krótko przebywał we Włoszech, by w 1949 roku znaleźć się w USA. Osiadł w stanie Teksas, gdzie pracował jako instruktor wojskowy na uniwersytecie w Syracuse, później zarabiając na chleb jako bibliotekarz w Trinity College w San Antonio. W 1959 roku został specjalistą – profesorem sowietologii na tej uczelni, z którą był związany do końca życia.
Jest autorem książki „Eiropa krustcelēs” (wyd. 1947).